# Marie Reinders

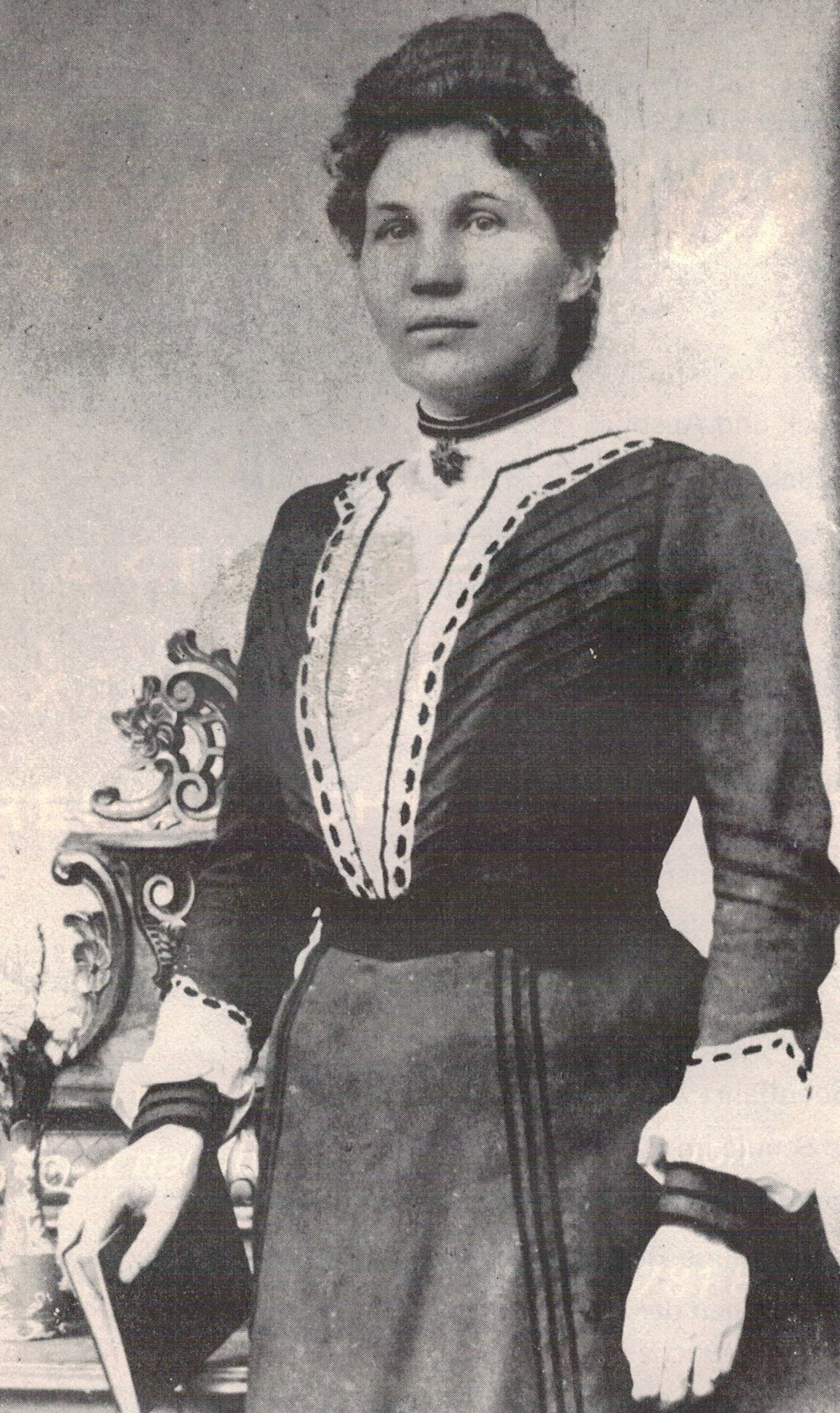
Marie Reinders

Wilhelmine Ernestine Klara Marie Reinders (* 27. Februar 1867 in Dortmund; † 21. März 1911 ebenda) war eine deutsche Pädagogin. Ihr wurde ein FrauenOrt in Dortmund gewidmet.

## Leben
Marie Reinders wurde am 27. Februar 1867 in Dortmund geboren. Sie war die Tochter eines Dortmunder Zechenbeamten und wuch in der Nähe der Zeche Westfalie auf. Zunächst besuchte sie die Westentor-Grundschule, danach von 1877 bis 1883 die höhere Töchterschule in der Schwarze-Brüder-Straße, Ecke Mönchenwordt, in Dortmund. Danach ging sie nach Eisenach, wo sie ab 1883 das evangelische Lehrerinnenseminar der Carolinenschule besuchte. Sie kehrte 1886 als Erzieherin im Haus von Pastor Richter in Bodelschwingh zurück. Im Alter von knapp 20 Jahren übernahm sie am 1. April 1887 die Leitung einer kleinen privaten Töchterschule Stadtsulza. Sie wurde im Jahr der Gründung 1890 Mitglied des von Helene Lange gegründeten Allgemeinen Deutschen Lehrerinnenvereins. Bedingt durch den frühen Tod ihres Vaters und die schlechte Bezahlung, sie verdiente zu der Zeit 900 Mark im Jahr, kehrte sie nach Westfalen zurück und leitete vom 1. Januar 1890 bis 1898 eine private höhere Mädchenschule in Menden. Im Jahr 1898 bestand sie das Examen als Schulvorsteherin und begab sich auf einen längeren Studienaufenthalt nach Paris. Von dort kehrte sie 1900 nach Dortmund zurück. Zunächst gab sie Stunden an einer Privatmädchenschule und unterrichtete dort Töchter wohlhabender Eltern, die ihren Kindern eine höhere Schulbildung als die Volksschule geben wollten. Sie erkannte dabei die Notwendigkeit der Bildungsmöglichkeit für Mädchen aus den mittleren bürgerlichen Schichten, die es ihnen ermöglichen sollte, mittlere und gehobene Berufe zu erlernen.

### Schulgründung

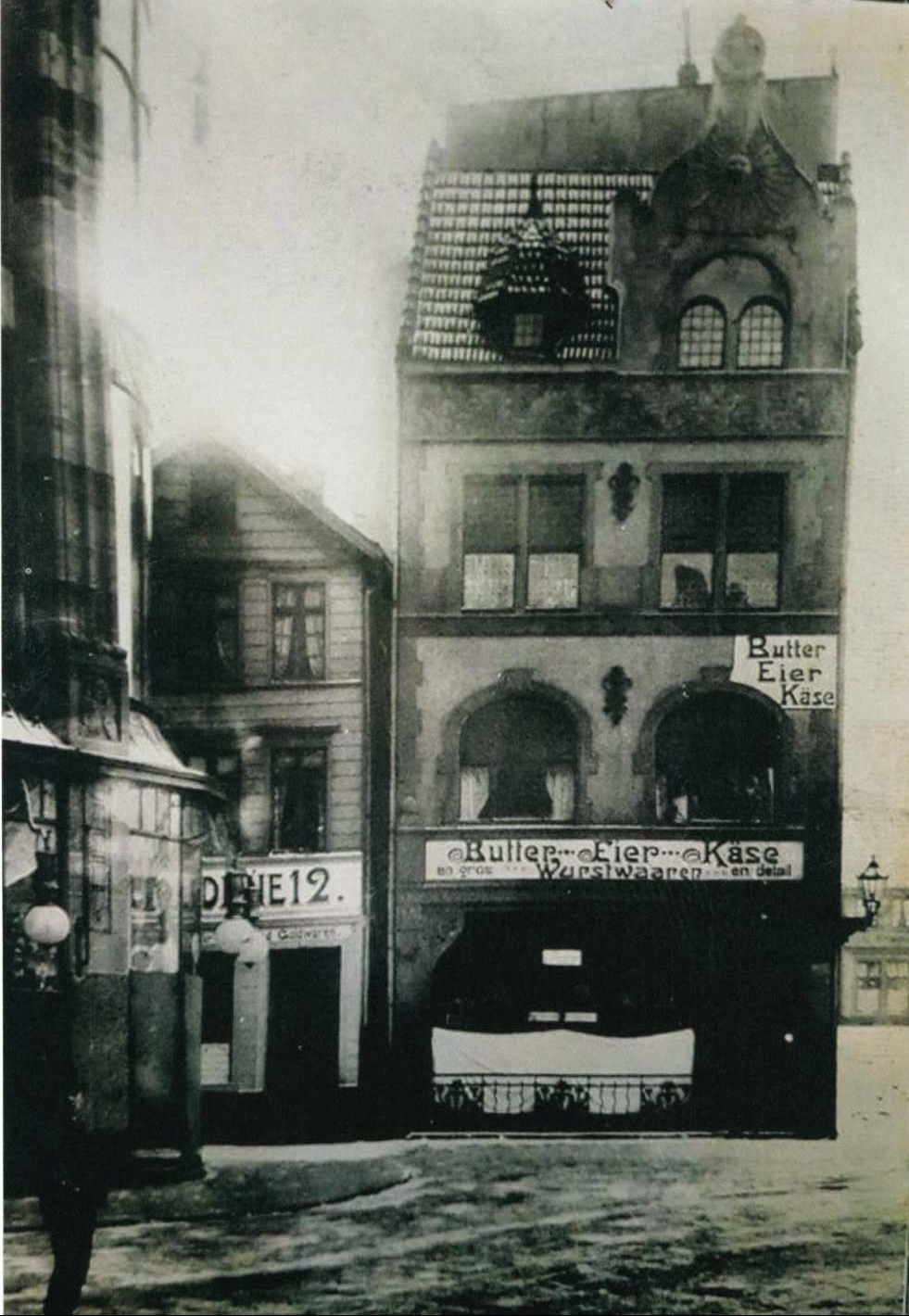
Ansicht der Schule von Marie Reinders in der Schwarze-Brüder-Str. 14, Dortmund

Am 29. April 1901 gründete Marie Reinders unter Einsatz ihres gesamten Privatvermögens in der damaligen Schwarze-Brüder-Straße 14, gegen den Widerstand kirchlicher Institutionen, die erste Mädchen-Mittelschule Westfalens und wurde deren Leiterin. Das Haus, in dem zuvor Eier, Butter und Käse verkauft worden war, befand sich am Alten Markt und bestand aus drei Etagen, in denen sich je ein großes, luftiges Klassenzimmer befand. Zudem besaß es ein Besprechungszimmer, Ankleideräume und eine Wohnung für die Schuldienerin. Das große Fenster im Erdgeschoss war zur Hälfte mit weißer Farbe bestrichen worden und in den Pausen konnten die Mädchen auf dem Platz, unter den Kastanienn, spielen.
Zunächst besuchten zwölf Schülerinnen die Schule, nach einem Jahr, zu Ostern 1901 wurden bereits 61 Schülerinnen aufgenommen. Es wurde Unterricht in allgemeinbildenden, hauswirtschaftlich-gewerblichen und Handelsklassen gegeben. Unterrichtet wurde in den Fächern Religion, Deutsch, Französisch, Rechnen, Erdkunde, Geschichte, Naturkunde, Zeichnen, Schreiben, Handarbeit, Singen und Turnen. Im Rechenunterricht wurden den Schülerinnen die Rechenarten beigebracht, die sie für eine spätere kaufmännische Tätigkeit benötigten, auch gab es zusätzlichen Unterricht in Buchführung. Dieses Fach war nicht obligatorisch, sollte jedoch Fähigkeiten in der Handelskorrespondenz und einfachen Buchführung vermitteln. In mehreren Zeitungsberichten bewarb und erklärte Marie Reinders das Konzept ihrer Schule. Zu ihrem Konzept gehörte es auch, den Eltern zu ermöglichen, die Schule kennenzulernen. Sie lud die Eltern ein, dem Unterricht beizuwohnen, führte Elternabende ein, dies war eine absolute pädagogische Neuerung und nur eine ihrer fortschrittlichen Erziehungs- und Bildungsmethoden und für ihre Lehrkräfte ordnete sie an, dass sie jede Woche eine Stunden hospitieren mussten. Dafür wurde die Zahl der Unterrichtsstunden um eine reduziert.
Zu Ostern 1902 hatte die Schule bereits 151 Schülerinnen und Marie Reinders beschloss ein neues Schulhaus zu bauen. Sie bekam Unterstützung durch die Stadt, die erkannt hatte, dass sich eine Mädchen-Mittelschule auch in anderen Städten erfolgreich etabliert hatte. Dies auch gegen den Widerstand einiger Ratsmitglieder, die argumentierten, dass eine weitere Schule nicht erforderlich sei, da sie nur der Volksschule die Schülerinnen wegnähme und es bereits genügend Damen gäbe, aber nicht ausreichend Mägde. Frauen würden hinter den Kochtopf gehören und sie sollten in einer Schule nicht Dinge lernen, mit denen sie Männern Konkurrenz machen könnten. Zunächst solle erst mal für die männliche Jugend gesorgt werden und eine obligatorische Fortbildungsschule eingerichtet werden. In der Debatte gab jedoch der Bürgermeister Lichtenberg den Ausschlag, der sich neben anderen Ratsmitgliedern für die Schule einsetzte. So erhielt Marie Reinders für den Bau ihrer neuen Schule einen Kredit in Höhe von 60.000 Mark und Zusagen über weitere 30.000 Mark durch die Städtische Sparkasse und die Verwaltung des Armenwesens. Die deckte den Großteil des benötigten Kapitals. Mit dem Geld wurde in der Lindenstraße 51, auf einem Grundstück, welches Marie Reinders zuvor gekauft hatte, durch die Architekten Düchting und Jänisch ein Neubau errichtet, der am 6. November 1902 eingeweiht wurde. Er bestand aus acht Klassenzimmer, eine kleine Aula und mehreren Nebenräumen. Mit der Stadt Dortmund schloss Marie Reinders einen Vertrag, in dem eine Option für die Übernahme durch die Stadt Dortmund der Schule ermöglicht wurde und bei der sie dann ebenfalls von der Stadt Dortmund übernommen und angestellt werden sollte.
Die Schule wuchs weiter, 1904 besuchten in bereits 390 Schülerinnen den Unterricht. Der innere Aufbau der Schule war abgeschlossen. Sie gliederte sich in sechs Klassen, es gab 12 Lehrkräfte und einen Lehrplan, der von Marie Reinders ausgearbeitet worden war. Dabei legte sie besonderen Wert auf die Abschlussklassen, die mit ihrer dreifachen Gliederung einen allgemeinbildenden, einen hauswirtschaftlich-gewerblichen Zweig und in eine Handelsklasse anboten. Um die erneut entstandene Raumnot zu beheben, kaufte Marie Reinder den angrenzenden Femegarten, in dem zusätzliche Barracken errichtet wurden.
Über Marie Reindes sagte ihre Freundin Elisabeth Cordes, von der viele der Informationen zu Marie Reinders stammen, dass sie eifriges Mitglied im Turnverein und eine gute Schwimmerin gewesen sei. Sie ging gerne wandern und bewunderte auf größeren Reisen die Schünheit anderer Länder. Im Jahr 1906 bereiste sie in den großen Ferien Italien und kehrte von dort begeistert zurück. Ihren 40. Geburtstag feierte sie am 27. Februar
1907 mit ihren Lehrkräfte und Freundinnen in großer Runde.
Im März 1907, kurze Zeit nach ihrem 40. Geburtstag, erkrankte Marie Reinders schwer. Aus unerklärlichen Gründen waren ihre Beine plötzlich gelähmt. Die Ursache dieser Lähmung konnte nicht herausgefunden werden. Sie wurde über Wochen im Krankenhaus behandelt, bekannte Ärzte und Professoren wurden konsultiert, sogar eine Operation wurde versucht, jedoch konnte keine Besserung ihres Zustandes herbeigeführt werden. Mit ihrer Mutter ging Marie Reinders nach Repelen, dort ließ sie sich vom damals bekannten „Lehmdoktor“ Pastor Felke behandeln. Auch diese Kur blieb erfolglos. Hinzu kamen wirtschaftliche Probleme. Bereits im Jahr 1905 und erneut am 6. Februar 1906 hatte sie einen Antrag auf Unterstützung durch den städtischen Etat gestellt. Durch den notwendigen Erwerb der großen Grundstücke und den Bau der Schule sowie die Beschaffung der Lehrmittel und die Anstellung tüchtiger Lehrkräfte war der Unterhalt der Schule so teuer geworden, dass sie sich als Privatperson nicht mehr in der Lage sah, dies zu finanzieren. Die Stadt Dortmund reagierte jedoch erst zwei Jahre später, nachdem klar war, dass Marie Reinders nicht mehr in den Schulbetrieb zurückkehren konnte. Nach Beschluss der Stadtverordnetenversammlung vom 18. Juli 1907 erwarb sie die Schule und wandelte sie von einer evangelischen Schule in eine paritätische um. Die Übernahme wurde am 26. März 1908 durch die Regierung in Arnsberg genehmigt und die städtische Mädchen-Mittelschule I wurde am 1. Apri. 1908 eröffnet. Dabei wurden die Lehrkräfte übernommen, jedoch Marie Reinders aufgrund ihrer Krankheit nicht eingestellt, obwohl dies für den Fall einer Schulübernahme durch die Stadtgemeinde in einem Vertrag vom 23. Dezember
1902 vorgesehen war. Neuer Leiter der Schule wurde nun erstmals ein Mann.

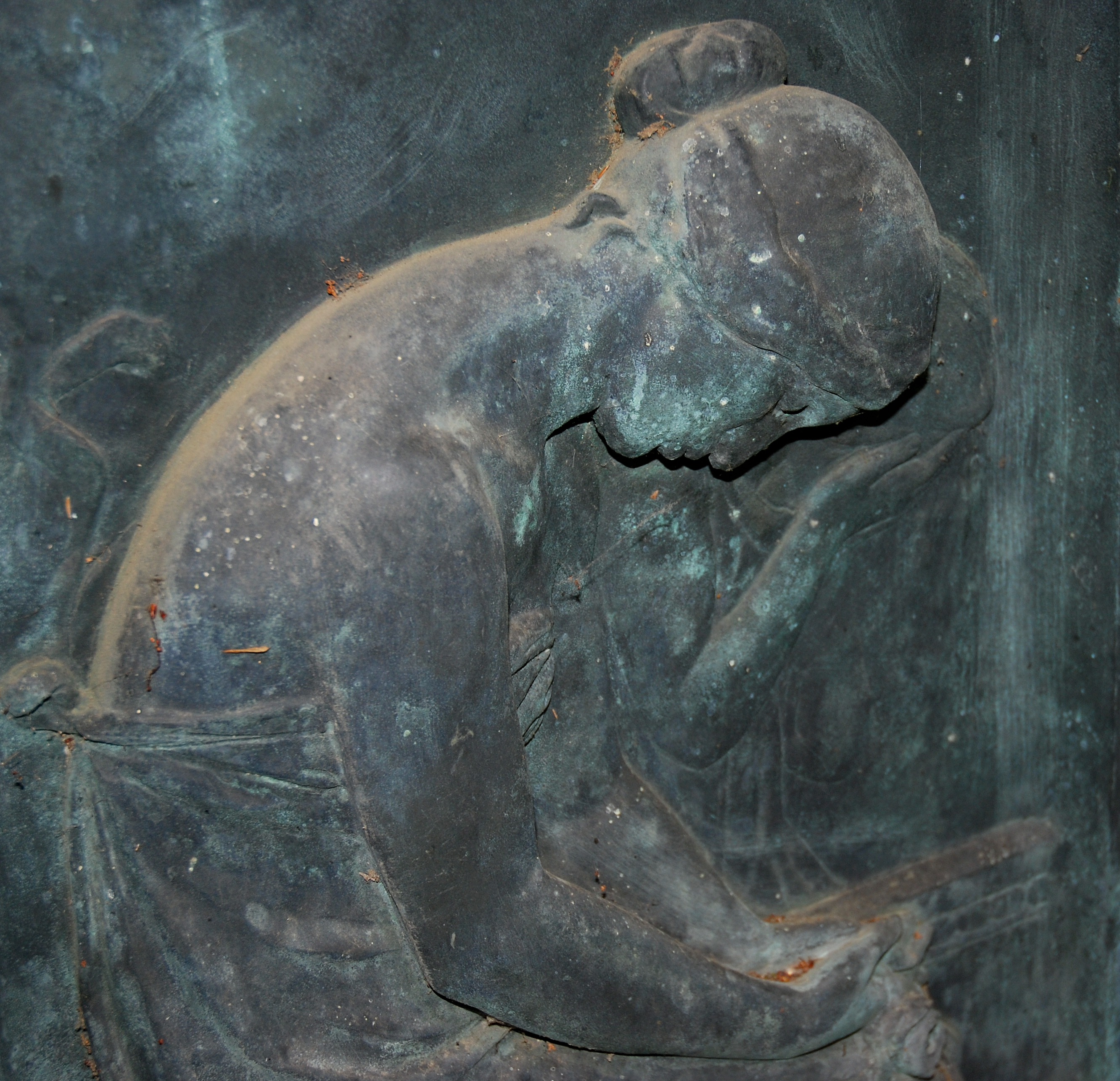
Grabmal von Marie Reinders auf dem Ostenfriedhof Dortmund

Nachdem die Schule weiter angewachsen war, zog sie 1909 in die Hansastraße 104, in das Gebäude der ehemaligen Nikolai-Schule. Dieses Hauptgebäude wurde in den folgenden zwanzig Jahren um weitere Gebäude erweitert. Die benachbarte Schmiede, zwei Patrizierhäusern an der Prinzenstraße und im Rosental 25 kamen als Schulgebäude hinzu. Zudem gab es Filialen in sechs Dortmunder Volksschulen. Während des Zweiten Weltkriegs wurden die 700 Schülerinnen mit Lehrpersonal nach Heilbrunn in Oberbayern im Rahmen der „Kinderlandverschickung“ ausgelagert und bei darauf folgenden Bombenangriffen wurden die Gebäude vollständig zerstört. Nach dem Krieg erfolgte von 1946 bis 1948 Unterricht in der Droste-Hülshof-Schule, der damals einzigen Mittelschule für Mädchen und ab 1948 gab es drei Standorte, die Reichshofschule in Brackel mit 8 Räumen, die Augustinusschule in Brackel mit 3 Räumemn und die Hellwegschule in Asseln mit weiteren 4 Räumen. 1951 erfolgte der Umzug in die ehemalige Luisenschule in Hörde an der Hochofenstraße, wo sich die Schule, inzwischen als städtische Gemeinschaftsschule noch heute befindet. Sie trägt heute den Namen „Marie-Reinders-Realschule“.
Marie Reinders hat den großen Erfolg ihrer Schule nicht mehr erleben können. Sie starb völlig verarmt am 21. März 1911 kurz nach ihrem 44. Geburtstag und wurde auf dem Ostenfriedhof in der Grabstätte ihrer Eltern beigesetzt.

## Ehrungen

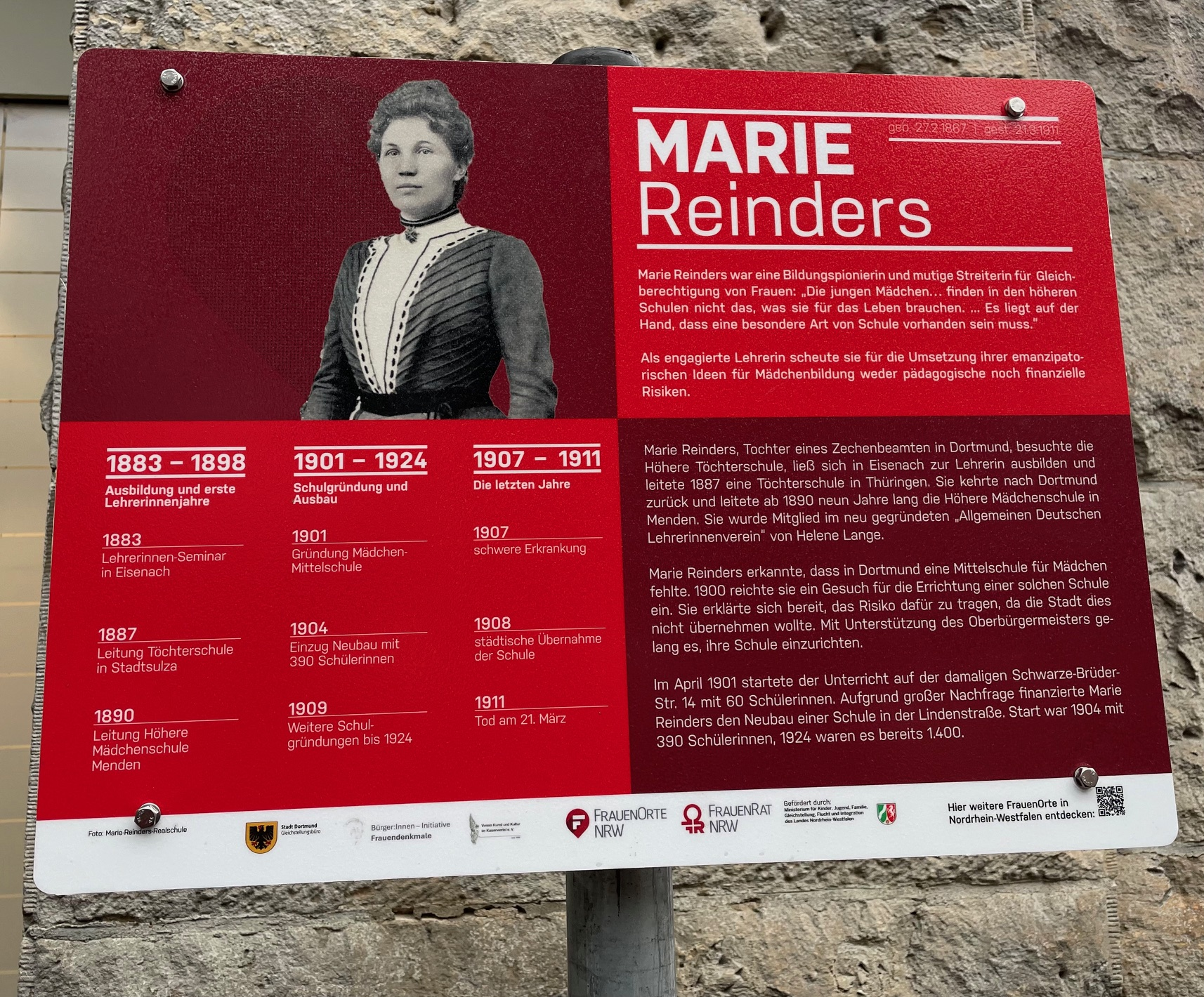
Stele zum FrauenOrt NRW für Marie Reinders

Die Marie-Reinders-Realschule in Hörde erinnert an Marie Reinders.
Am 1. Oktober 2024 wurde Marie Reinders ein FrauenOrt NRW in Dortmund gewidmet. Dazu wurde eine Gedenktafel an der Hansastraße aufgestellt, die an ihre wegweisende Mädchenschule erinnert.